# Římskokatolická církev v Česku
Římskokatolická církev je největší organizovanou náboženskou skupinou v Česku (dle rejstříku ministerstva kultury oficiální název registrované církve zní Církev římskokatolická). Při sčítání lidu v roce 2021 se k ní hlásilo 741 tisíc obyvatel. V roce 2001 se k ní hlásilo 2 740 780 obyvatel (tj. 26,8 %). Podle sčítání lidu z roku 2011 se k ní hlásilo 1 083 899 obyvatel (tj. 10,37 %), úbytek věřících ve statistice ovšem způsoben i tím, že mnoho lidí na otázku o náboženské víře neodpovědělo, protože byla nepovinná. Podle sčítání účastníků bohoslužeb v roce 2019 minimálně jednou týdne chodí do kostela 375 tisíc obyvatel. Největší zastoupení má v oblasti jižní a střední Moravy, nejmenší v severních Čechách.

## Struktura

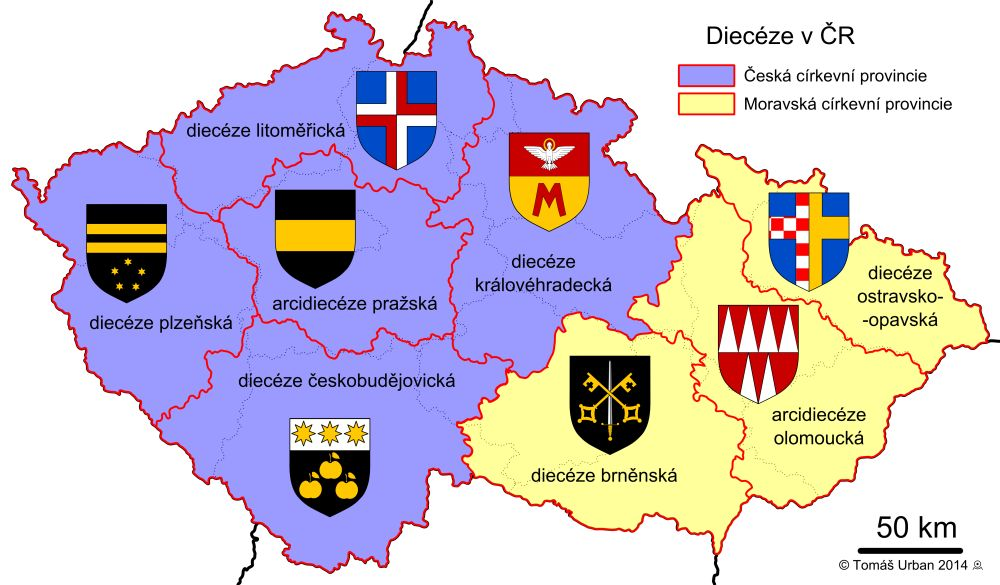
Územní členění římskokatolické církve v České republice

Římskokatolická církev působí v Česku v rámci 8 diecézí sdružených ve 2 církevní provincie, v jejichž čele stojí arcibiskupové-metropolité. Česká církevní provincie (odpovídající přibližně území Čech) sestává z arcidiecéze pražské (arcibiskup pražský je metropolitou České církevní provincie s čestným označením primas český) a diecézí českobudějovické, královéhradecké, litoměřické a plzeňské. V rámci Čech existuje i titulární biskupství litomyšlské. Moravská církevní provincie (vymezená přibližně územím Moravy a českého Slezska) se skládá z arcidiecéze olomoucké (arcibiskup olomoucký je metropolitou Moravské církevní provincie) a diecézí brněnské a ostravsko-opavské. Zvláštní status mimo obě provincie má Vojenský vikariát České republiky, který působí při jednotkách Armády České republiky po celém světě.
Sídelní a pomocní biskupové diecézí obou provincií tvoří společně s biskupy apoštolského exarchátu pro katolíky východního obřadu Českou biskupskou konferenci, která má status právnické osoby a zastupuje celou katolickou církev v České republice.
Vzhledem ke svému masovému charakteru je římskokatolická církev jedinou církví v Česku, jejíž struktura farností funkčně pokrývá území celé země a která provozuje (ať už na úrovni celostátních, diecézních či řádových struktur) komplexní systém školských, charitativních a zdravotnických zařízení. Česká katolická charita je největší charitativní organizací České republiky. Římskokatolická církev či katolické řády a kongregace provozují řadu mateřských, základních a středních škol a případně mají patronát a podíl na vedení tří teologických fakult veřejných vysokých škol. Svatý stolec je u vlády České republiky diplomaticky zastoupen apoštolským nunciem.

### Struktura diecézí a kněžstvo
| rok | diecézní | řeholní | celkem |
| --- | -------- | ------- | ------ |
| 1925 |          |         | 5985   |
| 1937 |          |         | 4226   |
| # 1948 |          |         | 2934   |
| * 1955 |          |         | 2576   |
| * 1960 |          |         | 2321   |
| * 1965 |          |         | 2143   |
| * 1970 |          |         | 2022   |
| * 1975 |          |         | 1890   |
| * 1980 |          |         | 1739   |
| * 1985 |          |         | 1529   |
| * 1987 |          |         | 1462   |
| 1997 | 1170     | 483     | 1653   |
| 2000 | 1231     | 533     | 1764   |
| 2005 | 1296     | 626     | 1922   |
| 2008 | 1370     | 586     | 1956   |
| 2010 |          |         | 1850   |
| 2015 |          |         | 1750   |
| 2020 |          |         | 1739   |
| # 737 německých kněží po 2.sv. v. vysídleno. * Pouze kněží se státním souhlasem, v 50. letech byla asi čtvrtina kněží vězněna, většina řeholních kněží internována, za normalizace bylo dle StB ilegálně působících kněží cca 90. |          |         |        |

Základní strukturní jednotkou diecéze jsou farnosti, které se pro usnadnění správy sdružují do svazků. U České církevní provincie se nazývají vikariáty, na území Moravské církevní provincie pak děkanáty či děkanství. Ještě za první republiky byla samostatnou farností s vlastním knězem prakticky každá jen trochu významná obec, ovšem komunistický režim pronásledováním a omezováním možností výchovy nového kněžstva dosáhl značné sekularizace společnosti. To je jedním z důvodů dnešního nedostatku kněží. Ten je ještě zvýrazněn tím, že velkou část dnešního kněžstva tvoří starci, kteří přesluhují daleko do důchodu, což je třeba zohlednit při jejich úkolování. Uchazečů o kněžské povolání je málo a posily z Polska a Slovenska nejsou tak velké, aby tento fakt vyrovnaly.
Proto došlo (dokonce i v nejzbožnějších oblastech Moravy) k připojování menších a méně významných farností k větším – farář tak často má ke své hlavní farnosti na starost i několik menších v okolí. Zatímco na Moravě je toto sdružování prováděno spíše jako dočasné, diecéze v Čechách je často formalizují a jednotlivé farnosti ruší a slučují (viz např. plzeňská diecéze). Pomocné síly v podobě kaplanů mají pouze velké farnosti (obvykle ty ve městech). Částečně mimo strukturu farností a diecézí stojí katolické řády a řeholní kongregace, částečně ve farnostech řády vypomáhají.
Katoličtí duchovní působí i v ozbrojených silách ČR a českých věznicích: v roce 2010 šlo o 14 vojenských kaplanů (z toho 10 kněží a čtyři trvalí jáhni), 1 kněze určeného pro spolupráci s policií, 10 vězeňských kaplanů a téměř stovka dobrovolníků docházejících do věznic.

### Řeckokatolická církev

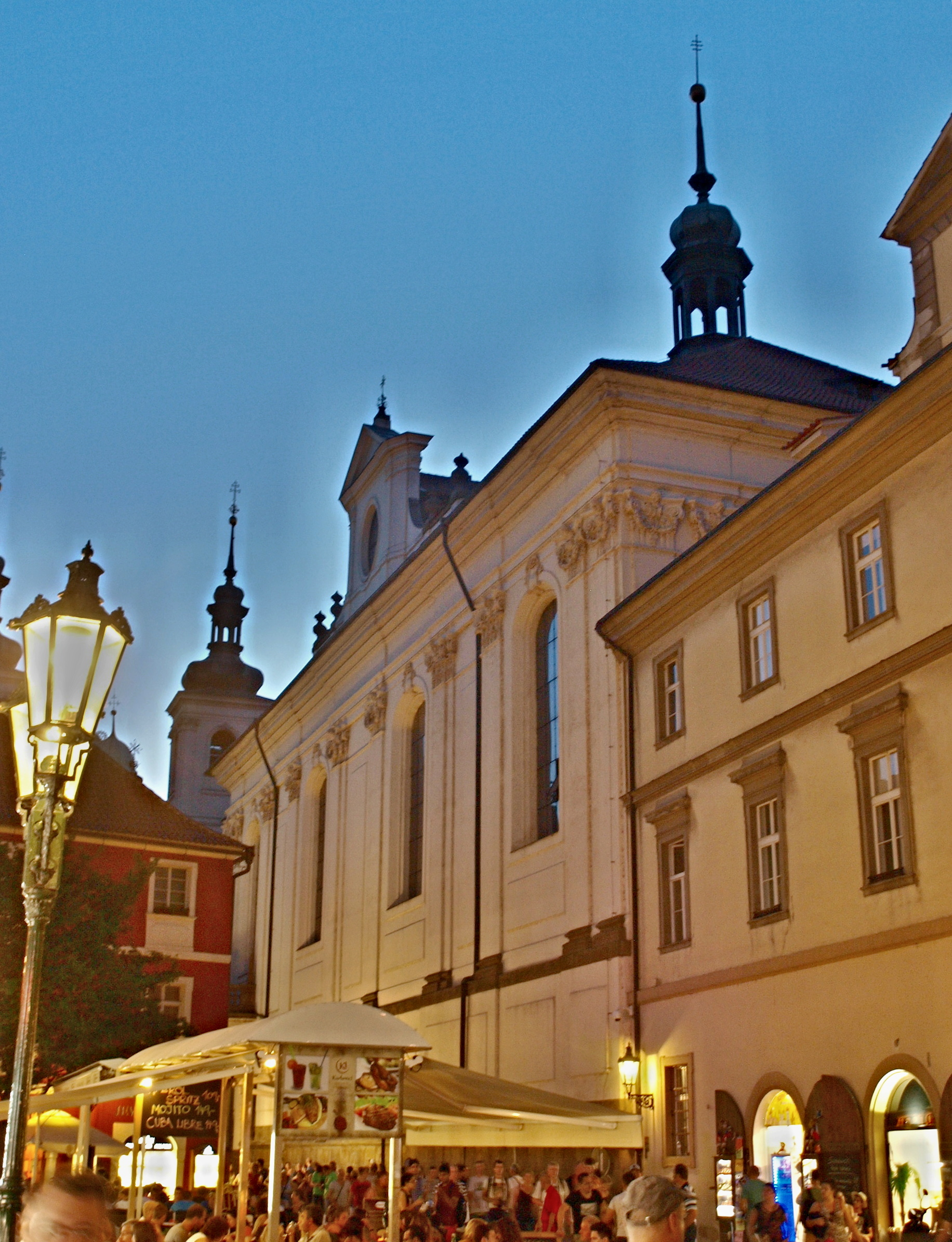
Původně římskokatolický kostel sv. Klimenta v Praze slouží od roku 1931 řeckokatolíkům.

Vedle římskokatolické církve slouží katolickým věřícím též řeckokatolická církev, která měla v roce 2021 8,309 členů dle sčítání lidu. Pro ně byl zřízen apoštolský exarchát v čele s biskupem-exarchou (od roku 2003 Ladislav Hučko) s 21 farnostmi po celé republice. Přestože je ohledně věrouky shodná s římskokatolickou církví a je spolu s ní součástí katolické církve pod vedením, liší se od ní liturgií (používá byzantskou liturgii) a zvyklostmi (mj. umožňuje kněžské svěcení ženatých mužů).

## Věřící
| Rok  | Římských katolíků v Česku dle sčítání lidu |
| ---- | ------------------------------------------ |
| 1921 | 8 201 464 (81,97 %)                        |
| 1930 | 8 378 079 (78,49 %)                        |
| 1950 | 6 792 046 (76,35 %)                        |
| 1991 | 4 021 385 (39,03 %)                        |
| 2001 | 2 740 780 (26,79 %)                        |
| 2011 | 1 082 463 (10,37 %)                        |
| 2021 | 976 853 (9,28%)                            |

Věková struktura Církve římskokatolické v České republice roku 2011

Při posledním sčítání lidu z roku 2021 se k římskokatolické církvi v Česku přihlásilo 741 019 obyvatel a k obecnějšímu "katolík" 235 834. Při sčítání lidu z roku 2011 to bylo 1 083 899 obyvatel (tj. 10,26 %), což byl proti sčítání z roku 2001 pokles o 1,6 milionu věřících (tj. 60,45 %) a proti sčítání z roku 1991 pokles o 2,9 milionu věřících (tj. 73,04 %). Tento rozdíl je vysvětlován jednak poklesem popularity tradičních náboženství ve srovnání s polistopadovou euforií, která v roce 1991 ještě působila, jednak přirozenou obměnou obyvatelstva: nejstarší ročníky obyvatel vykazují vůči statistice celé české populace silně nadprůměrný podíl jak praktikujících katolíků, tak lidí formálně se ke katolické církvi hlásících, jednak velkým množstvím respondentů, kteří při sčítání v roce 2011 nechali tuto otázku nezodpovězenou.
Rozložení katolíků na českém území není samozřejmě rovnoměrné. Obecně lze říci, že venkov je mnohem religióznější než velká města, a že katolická církev má mnohem silnější pozici na Moravě než ve zbytku republiky. Na území Moravské církevní provincie činí podíl katolíků na veškerém obyvatelstvu 37,65 % oproti 19,69 % na území České církevní provincie (dle sčítání lidu 2001). Podle téhož zdroje je nejkatoličtější obyvatelstvo olomoucké arcidiecéze (41,39 % obyvatel se deklaruje za katolíky), těsně v závěsu je brněnská diecéze (39,37 %). Protipólem s nejmenším podílem katolíků je diecéze litoměřická (zde se ke katolické církvi hlásí pouze 12,8 % obyvatel)

### Statistiky úkonů duchovní správy
| rok | relativní počty (podíl dle ČSÚ) | relativní počty (podíl dle ČSÚ)        | relativní počty (podíl dle ČSÚ)          | absolutní počty    | absolutní počty        | absolutní počty          |
| rok | křty vč. dospělých ku narozeným | sňatky vč. zplatnění ku všem sňatkům # | pohřby do země i kremace ku všem pohřbům | křty vč. dospělých | sňatky vč. zplatnění # | pohřby do země i kremace |
| --- | ------------------------------- | -------------------------------------- | ---------------------------------------- | ------------------ | ---------------------- | ------------------------ |
| 1951 |                                 | 49,08 %                                |                                          |                    | 44 826                 |                          |
| 1952 |                                 | 45,14 %                                |                                          |                    | 35 471                 |                          |
| 1953 |                                 |                                        |                                          |                    |                        |                          |
| 1954 | 55,20 %                         | 43,60 %                                | 58,30 %                                  | 92 958             | 30 834                 | 58 088                   |
| 1955 | 67,00 %                         | 51,50 %                                | 74,60 %                                  | 111 136            | 36 700                 | 69 602                   |
| |                                 |                                        |                                          |                    |                        |                          |
| 1967 | 48,28 %                         | 28,74 %                                | 54,28 %                                  | 66 843             | 25 065                 | 59 147                   |
| 1968 | 51,17 %                         | 29,72 %                                | 53,29 %                                  | 70 327             | 26 494                 | 61 387                   |
| |                                 |                                        |                                          |                    |                        |                          |
| 1970 | 54,14 %                         | 31,18 %                                | 52,11 %                                  | 80 054             | 28 257                 | 64 266                   |
| 1975 | 38,82 %                         | 19,85 %                                | 49,56 %                                  | 74 447             | 19 329                 | 61 610                   |
| 1980 | 29,89 %                         | 13,34 %                                | 40,72 %                                  | 45 971             | 10 451                 | 55 191                   |
| 1985 | 25,68 %                         | 11,20 %                                | 34,16 %                                  | 34 894             | 9 033                  | 44 969                   |
| 1988 | 24,93 %                         | 10,70 %                                | 32,41 %                                  | 33 074             | 8 716                  | 40 737                   |
| |                                 |                                        |                                          |                    |                        |                          |
| 1994 | 25,75 %                         | 11,57 %                                | 22,71 %                                  | 27 439             | 6 760                  | 26 658                   |
| 1995 | 32,15 %                         | 11,60 %                                | 23,64 %                                  | 30 892             | 6 376                  | 27 871                   |
| 2000 | 29,13 %                         | 13,71 %                                | 28,94 %                                  | 26 478             | 7 582                  | 31 544                   |
| 2005 | 23,16 %                         | 12,44 %                                | 25,60 %                                  | 23 668             | 6 449                  | 27 632                   |
| 2010 | 19,76 %                         | 11,50 %                                | 22,23 %                                  | 23 150             | 5 376                  | 23 750                   |
| 2015 | 19,28 %                         | 11,37 %                                | 20,28 %                                  | 21 350             | 5 479                  | 22 550                   |
| 2017 | 18,01 %                         | 10,65 %                                | 19,00 %                                  | 20 600             | 5 600                  | 21 173                   |
| 2019 |                                 | 9,68 %                                 | 18,37 %                                  | 19 932             | 5 274                  | 20 642                   |
| 2020 | 13,20 %                         |                                        |                                          | 14 600             |                        |                          |
| 2021[zdroj?] | 16,43 %                         | 9,16 %                                 | 16,23 %                                  | 18 373             | 4 285                  | 22 711                   |
| 2022 | 17,75 %[zdroj?]                 | 8,07 %[zdroj?]                         | 17,19 %[zdroj?]                          | 17 712             | 4 400                  | 20 660                   |
| 2023 | 17,83 %                         | 7,91 %                                 | 16,57 %                                  | 16 255             | 3 817                  | 18 685                   |
| # Církevní sňatek je svatba dvou katolíků, katolíka a jinde pokřtěného, katolíka a bez vyznání a také zpětné zplatnění dřívějších civilních sňatků. |                                 |                                        |                                          |                    |                        |                          |

Hojně diskutovanou otázkou je, nakolik je hlášení se k církvi spjato s praktikováním katolické víry a nakolik jde pouze o formální deklaraci. ČBK zorganizovala v letech 1999, 2004 a 2009 sčítání účastníků bohoslužeb o první povelikonoční nedělní mši, což může být vnímáno jako celkový obraz průměrné pravidelné návštěvnosti katolických kostelů. V roce 1999 zašlo na mši o první povelikonoční neděli 414 539 věřících (bez litoměřické diecéze), v roce 2004 pak 405 446 (s litoměřickou diecézí). Sčítání návštěvnosti v roce 2009 uveřejnily jen dvě diecéze (královéhradecká a litoměřická), které zaznamenaly pokles o 5,9, respektive 5,0 procenta oproti roku 2004. V jednotlivých měřeních je znatelná klesající tendence v řádu stovek, v některých diecézích v řádu tisíců, a není tak výrazná, jako je tomu u dat ze sčítání lidu, kde je rozdíl v řádu milionů. Regionální rozdíly v návštěvnosti bohoslužeb víceméně kopírují rozdíly v počtu lidí hlásících se k římskokatolické církvi ve sčítání lidu (tj. v oblasti, kde se hlásí k římskokatolické církvi více obyvatel, též více obyvatel navštěvuje bohoslužby a naopak. Církev odhaduje, že její nedělní bohoslužby navštěvuje 375 tisíc obyvatel, včetně těch, kteří se kvůli zaměstnání, vzdálenosti či chatrnému zdraví účastní jen v duchu či prostřednictvím médií.
V roce 2009, ve výzkumu agentury STEM, 30% dotazovaných, kteří se pokládají za římské katolíky, uvedlo, že církve považuje za neužitečné organizace.

## Katolická hnutí, organizace a akce

### Významná katolická hnutí a spolky
- Asociace křesťanských sdružení mládeže
- Comunione e Liberazione
- Hnutí Fokoláre
- Hnutí Světlo-Život
- Hnutí za čistou lásku
- Hnutí za lepší svět
- Katolická charismatická obnova
- Kolpingovo dílo
- Komunita Emmanuel
- Kněžské bratrstvo svatého Petra
- Kněžské bratrstvo svatého Pia X. (tradicionalistické sdružení bez regulárního postavení uvnitř církve)
- Mariánské kněžské hnutí
- Vysokoškolské katolické hnutí
- Schönstattské hnutí
- Řád Božího hrobu – česká magistrální delegace
- Charita Česká republika

### Osobní prelatura
- Opus Dei

### Významné katolické akce
- Celostátní setkání mládeže
- Cyrilometodějské oslavy (hlavní pouť na Velehradě)
- Katolická charismatická konference
- Národní svatováclavská pouť
- Tříkrálová sbírka

## Hospodářská situace

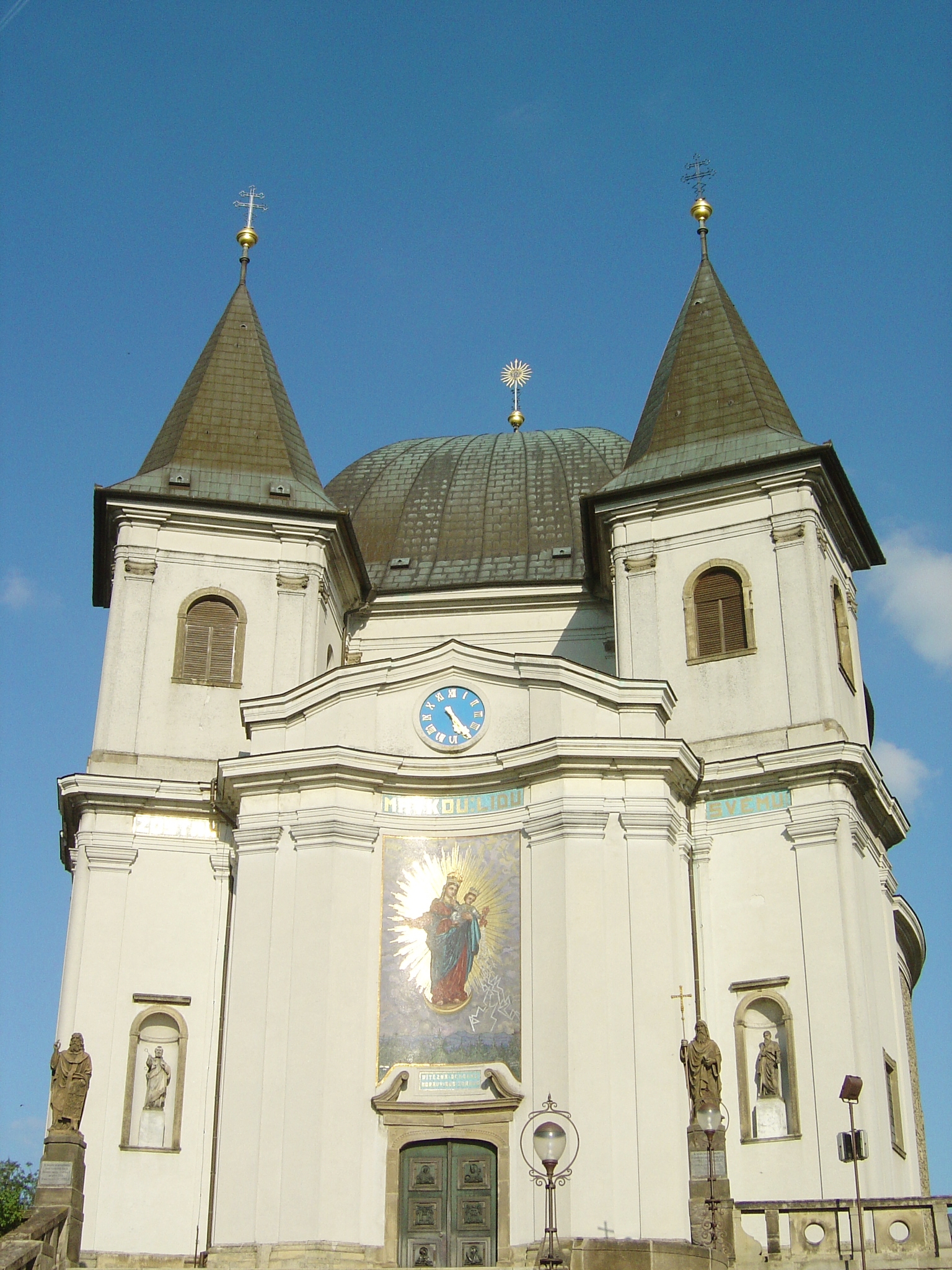
Poutní bazilika Nanebevzetí Panny Marie na Svatém Hostýně je jedna z těch církevních staveb, které se nedostatku péče a prostředků bát příliš nemusí.

V důsledku čtyřicetiletého pronásledování ze strany komunistického režimu je hospodářská situace celé české církve velice špatná. Komunistický režim ji připravil o prakticky veškerý výdělečný majetek a finanční rezervy (částečně je zestátnil, částečně bez jakéhokoliv zákonného podkladu zabral). Církvi byla ponechána pouze většina kostelů a far. Od pádu komunismu byla zatím vrácen pouze nepatrný zlomek církevního majetku (většinou klášterní budovy), který byl zpravidla nevýdělečný a v katastrofálním stavu. Otázka restitucí dalšího majetku, včetně polností, lesů a dalších položek, je stále otevřená a dané položky chrání tzv. blokační paragraf.
V současné jsou příjmy katolické církve v České republice tvořeny zejména státním příspěvkem na platy duchovních, státními příspěvky na opravu památek, dary od věřících a vlastním podnikáním. Obecně lze říci, že církev trpí obrovským nedostatkem financí. Jelikož však nehospodaří jako celek, ale převážně v rámci jednotlivých diecézí a řeholních společenství, existují zde velké místní rozdíly. Zatímco např. arcidiecéze olomoucká a diecéze brněnská těží z toho, že pokrývají oblasti s velkým podílem praktikujících věřících a jejich finanční situace je díky jejich pomoci únosná, jiné diecéze, zejména ty pokrývající silně ateistické oblasti (např. diecéze plzeňská a litoměřická) se neustále potácejí na hranici finančního kolapsu a nejsou schopny plnohodnotně udržovat ani klíčové církevní stavby či financovat základní náboženské činnosti.

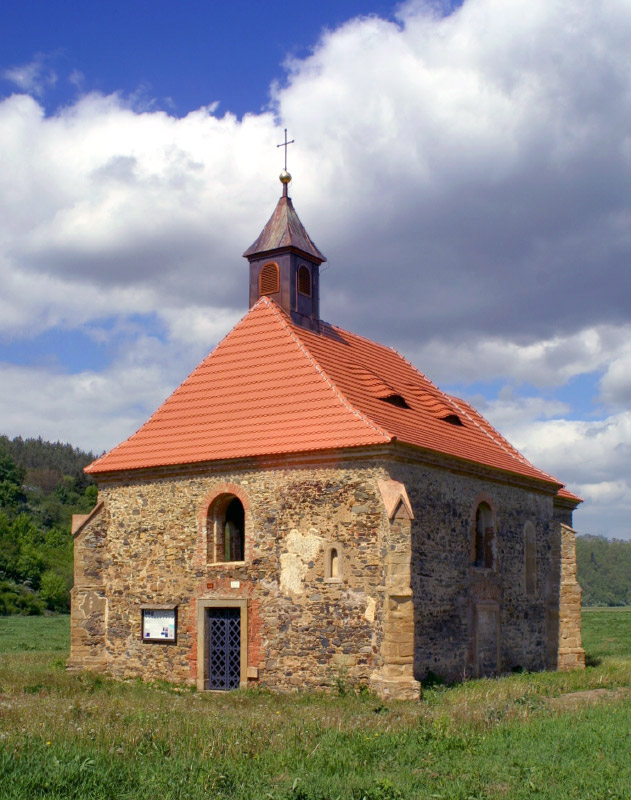
Kostel sv. Petra a Pavla v osadě Dolany poblíž obce Hlince je jeden z kostelů, které plzeňská diecéze převedla do majetku příslušné obce. Postupně je opravován.

Některé české diecéze (českobudějovická, královéhradecká, plzeňská) začaly rozprodávat či pronajímat fary, pro něž nemají použití nebo (ještě častěji) na jejichž údržbu a opravy nemají peníze. V některých případech též převedly několik kostelů na nové majitele (obvykle občanská sdružení či obce), v případě plzeňské diecéze se jedná o desítky kostelů.
Právě udržování církevních staveb, zejména kostelů, představuje pro většinu diecézí neúnosnou zátěž. Konec komunistického režimu zastihl církevní stavby většinou v katastrofálním stavu. Jelikož jde velmi často o významné kulturní památky, není možné je opravit svépomocí místních věřících a ceny oprav tak dosahují astronomických výšek, které si diecézní rozpočty nemohou dovolit. Ačkoliv stát je povinen na takovéto opravy přispívat, často tak nečiní, resp. tak sice činí, ale v naprosto nedostatečné míře. Dalším problémem je, že takovéto starší objekty už často nevyhovují zcela požadavkům kladeným na kostel v moderní době, ale jelikož jsou to památkově chráněné budovy, není možné je přestavovat a upravovat.

## Řády a řeholní kongregace
Obecně lze říci, že řeholní život není v České republice v dobrém stavu. Většina řádů a kongregací se dosud nevzpamatovala z těžkého pronásledování ze strany komunistického režimu – trpí přestárlostí a nedostatkem členů a finančních prostředků a nutností zrestaurovat zničené kláštery a klášterní domy, navíc často zbavené hospodářského zázemí. Pro některé nevelké mužské řády s vyšším podílem kněží je též vysilující, že vypomáhají v duchovní správě farností, která trpí chronickým nedostatkem kněžstva.
Obecně lze říci, že dosud se v Česku vzpamatovalo a do plně funkčního stavu vrátilo jen malé procento řádů a kongregací a (pokud pomineme ty zcela nové) – žádné neobnovilo svou činnost v rozsahu a významu z první republiky, či let 1945–1948. V roce 2006 žilo v České republice asi 1900 řeholnic a 825 řeholníků o průměrném věku necelých 53 let (v roce 1950 to bylo asi 7800 sester a 1500 bratrů).
V Česku působí řada mužských řeholí, jejichž nejvyšší představení tvoří Konference vyšších představených mužských řeholí v České republice. Z nejvýznamnějších možno jmenovat například salesiány, jezuity, dominikány, premonstráty, františkány, karmelitány, křižovníky s červenou hvězdou a maltézské rytíře.
I početné ženské řehole působící v Česku vytvářejí zastřešovací a koordinační orgán, kterým je Konference vyšších představených ženských řeholí v České republice. Z aktuálně nejvýznamnějších řádů a kongregací je možno jmenovat františkánky, dominikánky, boromejky, vincentky, školské sestry Notre Dame, sestry svatého Kříže a paulínky.

### Počty řeholníků a řeholnic v Česku
| rok  | ženy      | ženy | ženy | muži                     | muži | muži |
| rok  | řeholnice | domy | řády | řeholníci (z toho kněží) | domy | řády |
| ---- | --------- | ---- | ---- | ------------------------ | ---- | ---- |
| 1950 | 7643      | 502  | 32   | 1509                     | 151  | 26   |
| 1968 | 4569      | –    | 33   | –                        | –    | -    |
|      |           |      |      |                          |      |      |
| 1991 | 3192      |      |      | 960 (576)                |      |      |
| 1996 | 2668      |      |      | 980 (618)                |      |      |
| 2001 | 2326      | 65   |      | 858 (604)                |      |      |
| 2006 | 1900      |      |      | 826                      |      |      |
| 2008 | 1609      |      |      | 702 (586)                |      |      |
| 2009 | 1693      | 166  | 72   | 765 (576)                | 93   | 28   |
| 2011 | 1552      |      |      | 740                      |      |      |
| 2016 | 1120      |      |      | 689                      |      |      |
| 2020 | 1048      | 139  |      | 633                      | 93   |      |
| 2023 | 966       | 137  |      | 602                      | 92   |      |

## Katolická média v Česku a českém jazyce
Pozice katolické církve v oblasti médií je podstatně slabší než v okolních zemích, což v podstatě odpovídá i jejímu reálnému postavení ve společnosti.

### České katolictví na internetu
Krom oficiální stránek České biskupské konference existuje řada internetových projektů, které jsou zaměřeny buďto jen na katolictví, nebo na křesťanství obecně, přičemž ty samozřejmě mají velkou část agendy spjatou s katolictvím, které českému křesťanství dominuje.
I řada primárně neinternetových mediálních projektů má velkou část své aktivity soustředěné v internetovém světě, buďto proto, že to je běžné rozšíření služeb, nebo proto, že tím nahrazují klasické a pro ně příliš drahé mechanismy činnosti. Například pro převážně křesťansky a katolicky zaměřenou TV Noe je enormně důležité živé internetové vysílání, podstatně méně, ale výrazně je využívá též Radio Proglas. Poměrně nová je zde internetová on demand televize TV-MIS, provozovaná katolicky orientovaným občanským sdružením A. M. I. M. S. Hojně navštěvované jsou i stránky České sekce Vatikánského rozhlasu. Největším a nejnavštěvovanějším katolickým webem je Vira.cz provozovaný Pastoračním střediskem Arcibiskupství pražského. Za zmínění stojí i Katolik.cz, který je provozovaný Pastoračním střediskem Biskupství brněnského, který je však v poslední době v krizi – řada jeho služeb, jako jsou dotazy a odpovědi, dlouhodobě nefunguje. Velký význam mají internetové stránky Karmelitánského nakladatelství. Významnou roli hraje též ekumenicky zaměřený ChristNet.cz, soukromý magazín specializující se mimo jiné na zpravodajství a publicistiku z křesťanského světa a zprostředkovávání informací o (zejména českých) křesťanských webech a akcích. Impozantní start zaznamenaly přepracované ekumenické stránky pro mladé věřící lidi Signály.cz (jejich třetí verze), odprezentované a zahájené na Celostátním setkání mládeže v Klokotech v létě 2007, které se krátce po svém spuštění na určitou dobu staly nejnavštěvovanějším náboženským webem v českém jazyce (mimo jiné i proto, že poskytovaly podrobný zpravodajský servis po dobu setkání). Samozřejmě se zhodnocením jejich role v rámci křesťanského internetu je třeba posečkat, nicméně vzhledem k jejich unikátní koncepci lze předpokládat, že si udrží současnou významnou pozici.
Mimo tyto obecné weby a internetové stránky křesťanských a katolických médií existují též hojně navštěvované tematické katolické stránky, jako např. stránky o Svatém Hostýně, které byly v roce 2006 podle navrcholu.cz druhým nejnavštěvovanějším webem s tematikou náboženství a církve (s 286 165 návštěvami) (nutno ovšem podotknout, že navrcholu.cz některé velké české náboženské weby (např. katolik.cz) vůbec neměřil).

### Český katolický tisk
Nejvýznamnějším katolickým periodikem je oficiální týdeník české i moravské církevní provincie Katolický týdeník, poměrně velký vliv má též konzervativní týdeník Matice cyrilometodějské, Světlo – obojí zveřejňují své texty na internetu, stejně jako nejvýznamnější odborný teologický časopis Teologické texty. Dále zde existuje časopis Te Deum, jehož čtenáři jsou především tradicionalisté a skalní konzervativci, včetně těch shromážděných okolo Kněžského bratrstva sv. Pia X.
Z časopisů určených převážně mladým jsou nejdůležitější měsíčník Nezbeda, časopis pro dívky In!, časopis pro ministranty Tarsicius a na novou evangelizaci orientovaný časopis Milujte se!, který je zároveň věstníkem pro členy iniciativy Společenství čistých srdcí.

### Velká katolická nakladatelství
V Česku existují desítky křesťansky nebo rovnou katolicky zaměřených vydavatelství, nejvýznamnější z nich jsou Karmelitánské nakladatelství, Matice cyrilometodějská, Nakladatelství Cor Jesu, Paulínky, Vyšehrad, tiskový apoštolát A. M. I. M. S., Cesta a Trinitas, řadu katolické a křesťanství blízké literatury produkuje též salesiánské nakladatelství Portál. Z tradicionalistických nakladatelství jsou pak významné např. Dědictví svatováclavské, provozované kněžským bratrstvem Sv. Pia X. (FSSPX).

### Rádio a televize
V Česku působí TV Noe a Radio Proglas – obojí představují křesťansky orientovaná média úzce spjatá s katolicismem – spolupracují s křesťanskými a katolickými médii ve světě a v jejich čele stojí katoličtí kněží. Proglas přejal též úkol přejímat české vysílání Radia Vatikán. Katoličtí kněží vedou i televizi TV-MIS s programem on demand, který je dostupný pouze na internetu. Určitý menší počet pravidelných křesťanských pořadů lze nalézt ve vysílání České televize (např. Cesty víry) a Českého rozhlasu. Obě veřejnoprávní média též přenášejí významné křesťanské události – například požehnání Urbi et orbi.

## Katolické školství

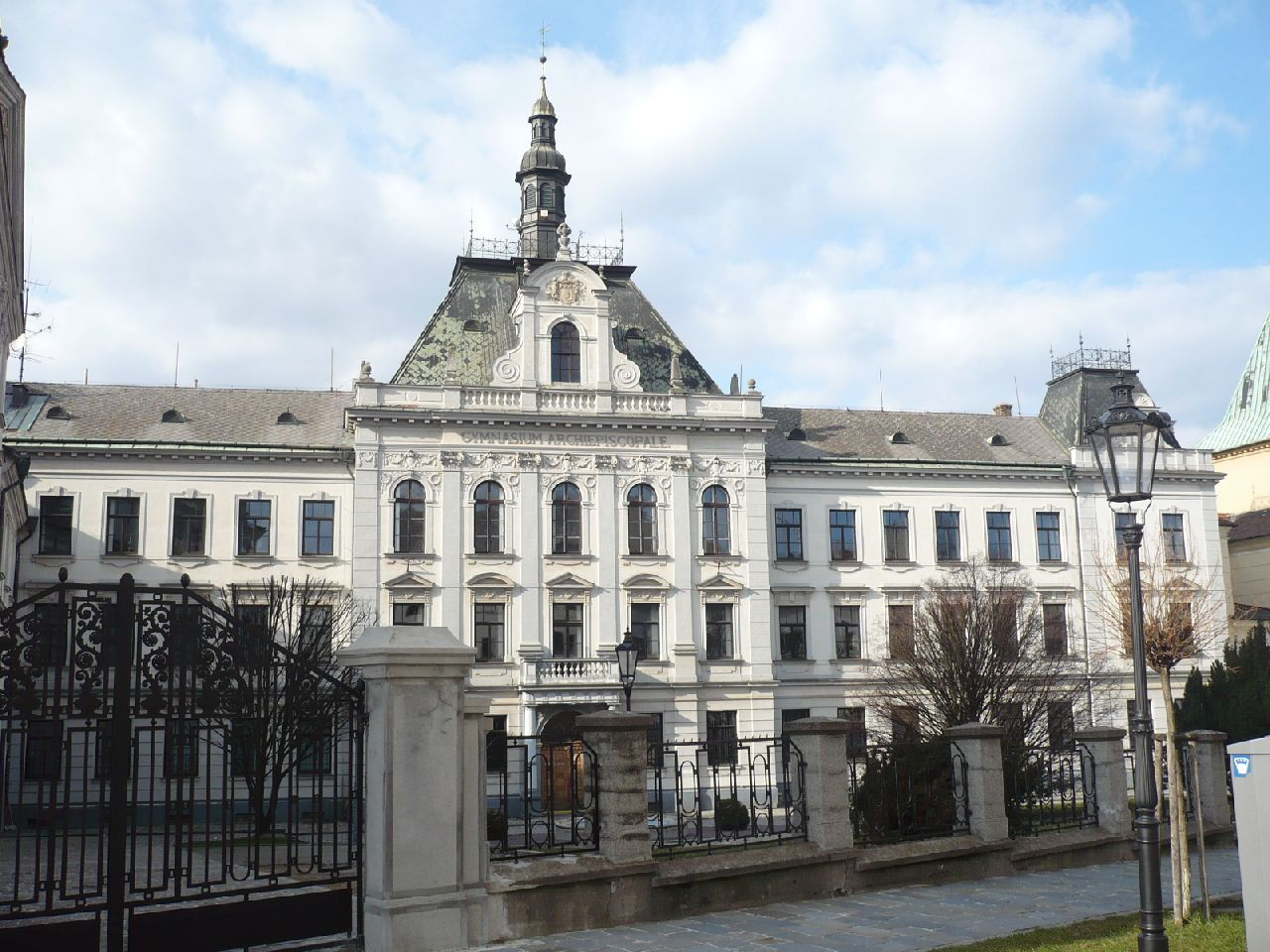
Arcibiskupské gymnázium v Kroměříži je elitní školou olomoucké arcidiecéze.

Římskokatolická církev je jedinou náboženskou organizací, která společně s dalšími subjekty s ní spojenými provozuje na území České republiky rozsáhlou komplexní síť škol a školských zařízení, od mateřských po vyšší odborné. Podílí se též na řízení tří teologických fakult (Katolická teologická fakulta Univerzity Karlovy, Cyrilometodějská teologická fakulta Univerzity Palackého a Teologická fakulta Jihočeské univerzity). Katolické školy jsou otevřené žákům všech vyznání a řada z nich má pověst prestižních vzdělávacích ústavů (např. Arcibiskupské gymnázium v Kroměříži)[zdroj?]. Mezi žáky a studenty katolických škol je výrazně vyšší podíl věřících žáků a studentů (obvykle 35–65 %, převážně katolíků). Mimo to katolická církev a další katolické subjekty provozují řadu výchovných a ubytovacích zařízení pro mládež (významnou roli zde hrají např. salesiáni a dominikánky).
K 31. prosinci 2007 římskokatolická církev zřizovala 14 mateřských, 22 základních a 13 středních odborných škol, 18 gymnázií, 5 vyšších odborných škol a 25 školských zařízení. Katolické školy navštěvovalo asi 14 700 žáků a studentů, školská zařízení evidovala ve svých prostorách cca 8 700 dětí a studentů. Zároveň římskokatolická církev zajišťovala vyučování nepovinného předmětu katolické náboženství, který na veřejných školách navštěvovalo 42 342 žáků a studentů.
Česká katolická církev má k dispozici 5 institucí pro výchovu a vzdělávání kněží: teologický konvikt a arcibiskupský seminář v Olomouci, arcibiskupský seminář v Praze, seminář Redemptoris Mater v Českých Budějovicích a papežskou kolej Nepomucenum v Římě.

## Sociální a zdravotní péče
Charita Česká republika (do roku 2006 Česká katolická charita) zřizovaná Českou biskupskou konferencí je největším nestátním poskytovatelem zdravotnické a sociální péče v Česku. Její hlavní náplní je pomoc potřebným v České republice, mimo to ale se též zabývá pomocí potřebným v zahraničí. Organizuje sbírky pro obyvatele oblastí postižených živelními katastrofami a jako první zavedla v Česku adopční programy na podporu vzdělávání dětí z chudých rodin v zahraničí, jichž je i dodnes největším českým organizátorem. Prostřednictví jednotlivých diecézních charit zprostředkovává adopce na dálku v Indii, Ugandě, Litvě, Ukrajině, Bělorusku, Bolívii a Paraguayi.
Česká katolická charita, řeholní společenství a katolické spolky provozují celou řadu domovů důchodců, hospiců, dětských domovů, ústavů pro mentálně postižené i nemocnic. Z posledních je nejznámější Nemocnice Milosrdných sester sv. Karla Boromejského, která patří mezi pacienty nejlépe hodnocené nemocnice v České republice.

## Poutní místa

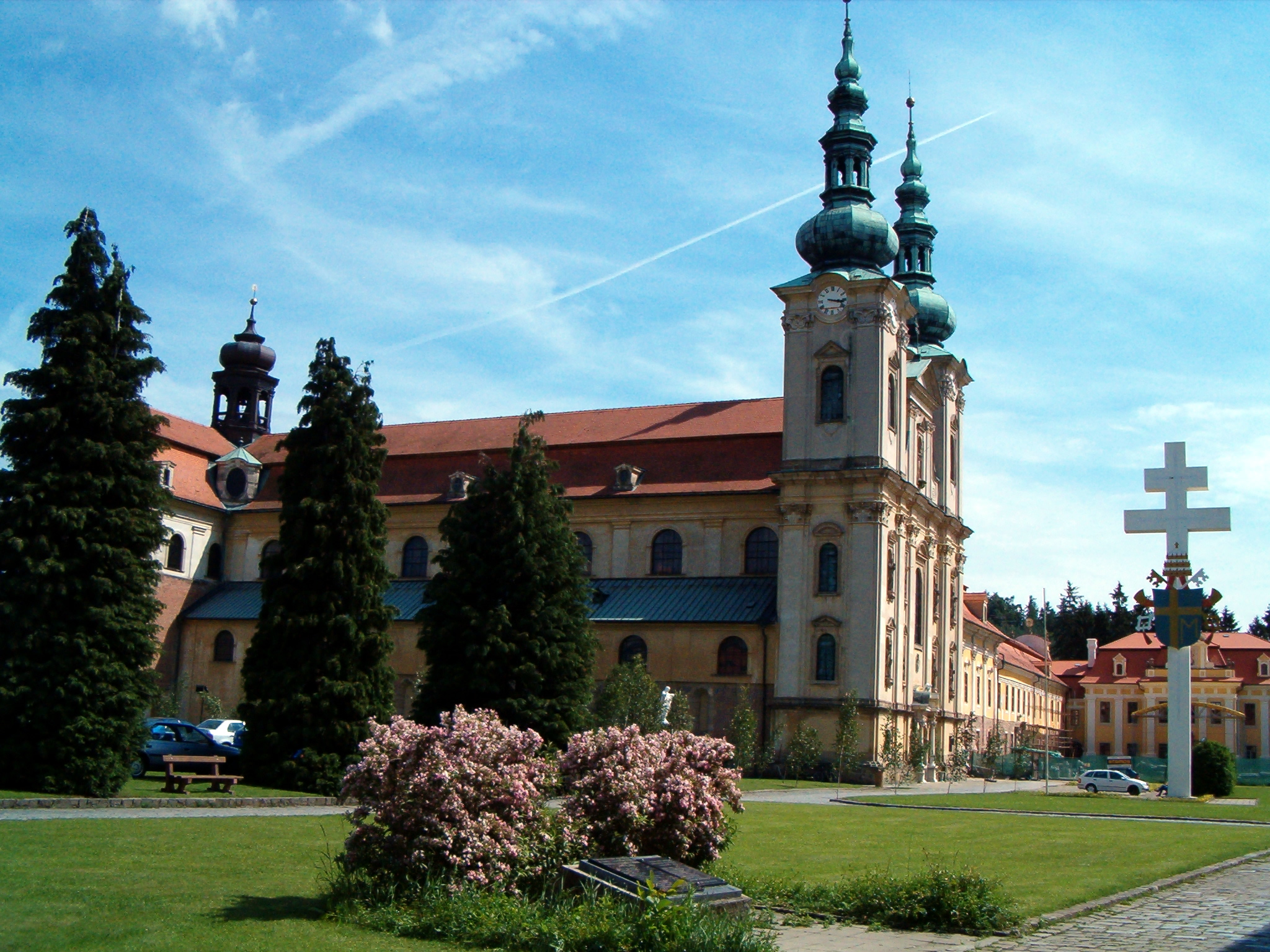
Bazilika Nanebevzetí Panny Marie a svatého Cyrila a Metoděje, Velehrad – nejvýznamnější poutní místo v Česku.

Nejvýznamnější poutní místa České republiky jsou Velehrad, Svatý Hostýn, Svatá Hora u Příbrami a Stará Boleslav. Velký význam pak dále mají Svatý Kopeček, Zlaté Hory a další…

## Čeští a moravští svatí a blahoslavení
Nejuctívanější světci, kteří působili na českém území, či se v něm narodili, vzešli ze středověkých časů, z období počátků křesťanství do českých zemí. Jde o věrozvěsty Cyrila a Metoděje, sv. Ludmilu, sv. Václava, sv. Prokopa a sv. Vojtěcha. Velký význam má též královská dcera sv. Anežka Česká a další šlechtična a léčitelka, sv. Zdislava z Lemberka. Dále jsou vysoce ctěni raně novověcí světci, z nichž nejznámější jsou sv. Jan Nepomucký a sv. Jan Sarkander. Z moderní doby je třeba zmínit sv. Jana Nepomuka Neumanna, biskupa filadelfského, posledního českého krále bl. císaře Karla Habsburského a oběti nacistického a komunistického teroru, např. bl. Marie Antonína Kratochvílová či bl. Metoděj Dominik Trčka. V současné době se schyluje k blahořečení kardinála a pražského arcibiskupa Josefa Berana. Vedle nich je zde celá řada méně významných lokálně uctívaných patronů – sv. Ivan, bl. Hroznata, sv. Radim (bratr sv. Vojtěcha), bl. Vintíř, znojemský rodák sv. Klement Maria Hofbauer. Středověk znal i další české patrony, dnes už takřka zapomenuté – např. Přemyslovny bl. Přibyslavu (sestra sv. Václava) či ct. Mladu (neteř sv. Václava) nebo bl. Podivena (služebníka sv. Václava) a další.